# Fatumane
Fatumane ist eine osttimoresische Aldeia im Suco Seloi Craic (Verwaltungsamt Aileu, Gemeinde Aileu). 2015 lebten in der Aldeia 176 Menschen.

## Geographie
Die Aldeia Fatumane liegt im Norden des Sucos Seloi Craic. Südlich befindet sich die Aldeia Colihoho, südöstlich die Aldeia Talifurleu, östlich die Aldeia Raicoalefa und nordöstlich die Aldeia Faularan. Im Westen grenzt Fatumane an die Gemeinde Ermera mit ihrem Suco Samalete (Verwaltungsamt Railaco).
Den Süden von Fatumane durchquert die Überlandstraße von Gleno nach Turiscai. Von ihr zweigt im Westen der Aldeia eine kleine Straße nach Norden ab und führt zum Dorf Fatumane. Der Ort verfügt über ein Wassertank.

## Politik
2023 wurde Miguel de Araujo zum Chefe de Aldeia gewählt.